# サラゴサ
サラゴサ（スペイン語: Zaragoza、[θaɾaˈɣoθa]）は、スペイン・アラゴン州サラゴサ県のムニシピオ（基礎自治体）。アラゴン州の州都であり、サラゴサ県の県都である。

## 名称
ローマ時代にはカエサルアウグスタ、イスラム支配時代にはサラクスタ（Saraqusta）、またはメディナ・アルバイダ（Medina Albaida、白い都市、という意味）と呼ばれた。キリスト教国によるレコンキスタ後、ロマンス語のSaragoçaに変わり、年月を経て最終的にZaragozaの綴りとなった。

## 地理

### 地勢
北からガジェゴ川が合流するエブロ川中流域の中心地であり、カスティーリャ王国とともにスペインの基礎を作ったアラゴン王国の古都として知られる。マドリード、バルセロナ、バレンシア、ビルバオ、フランス・トゥールーズの各主要都市とは300 km以内の距離にあり、現代でも交通の要所である。

### 気候
完全に山に囲まれた広い盆地に位置しているため、サラゴサはステップ気候に属する（ケッペンの気候区分ではBSk）。
| サラゴサの気候                        | サラゴサの気候 | サラゴサの気候 | サラゴサの気候 | サラゴサの気候 | サラゴサの気候 | サラゴサの気候 | サラゴサの気候 | サラゴサの気候 | サラゴサの気候 | サラゴサの気候 | サラゴサの気候 | サラゴサの気候 | サラゴサの気候 |
| 月                                    | 1月            | 2月            | 3月            | 4月            | 5月            | 6月            | 7月            | 8月            | 9月            | 10月           | 11月           | 12月           | 年             |
| ------------------------------------- | -------------- | -------------- | -------------- | -------------- | -------------- | -------------- | -------------- | -------------- | -------------- | -------------- | -------------- | -------------- | -------------- |
| 平均最高気温 °C （°F）                | 10.3 (50.5)    | 13.3 (55.9)    | 16.6 (61.9)    | 18.7 (65.7)    | 23.2 (73.8)    | 27.7 (81.9)    | 31.5 (88.7)    | 31.0 (87.8)    | 26.7 (80.1)    | 20.7 (69.3)    | 14.3 (57.7)    | 10.7 (51.3)    | 20.4 (68.7)    |
| 日平均気温 °C （°F）                  | 6.4 (43.5)     | 8.4 (47.1)     | 10.9 (51.6)    | 13.0 (55.4)    | 17.2 (63)      | 21.3 (70.3)    | 24.5 (76.1)    | 24.4 (75.9)    | 20.7 (69.3)    | 15.5 (59.9)    | 10.0 (50)      | 7.1 (44.8)     | 15.0 (59)      |
| 平均最低気温 °C （°F）                | 2.4 (36.3)     | 3.5 (38.3)     | 5.2 (41.4)     | 7.4 (45.3)     | 11.2 (52.2)    | 14.8 (58.6)    | 17.6 (63.7)    | 17.8 (64)      | 14.7 (58.5)    | 10.3 (50.5)    | 5.8 (42.4)     | 3.5 (38.3)     | 9.5 (49.1)     |
| 降水量 mm （inch）                    | 22 (0.87)      | 20 (0.79)      | 20 (0.79)      | 35 (1.38)      | 44 (1.73)      | 31 (1.22)      | 18 (0.71)      | 17 (0.67)      | 27 (1.06)      | 30 (1.18)      | 30 (1.18)      | 23 (0.91)      | 318 (12.52)    |
| 平均降水日数 （≥1 mm）                | 4              | 4              | 4              | 5              | 6              | 4              | 3              | 2              | 3              | 5              | 5              | 5              | 50             |
| 平均月間日照時間                      | 133            | 165            | 210            | 221            | 263            | 295            | 337            | 311            | 231            | 192            | 148            | 116            | 2,614          |
| 出典：Agencia Estatal de Meteorología |                |                |                |                |                |                |                |                |                |                |                |                |                |

### 人口
アラゴン州の人口の約半分、サラゴサ県の人口の約4分の3がサラゴサに集中している。
| サラゴサの人口推移 1900－2010                           |
|                                                         |
| 出典:INE（スペイン国立統計局）1900年 - 1991年、1996年 - |

## 歴史

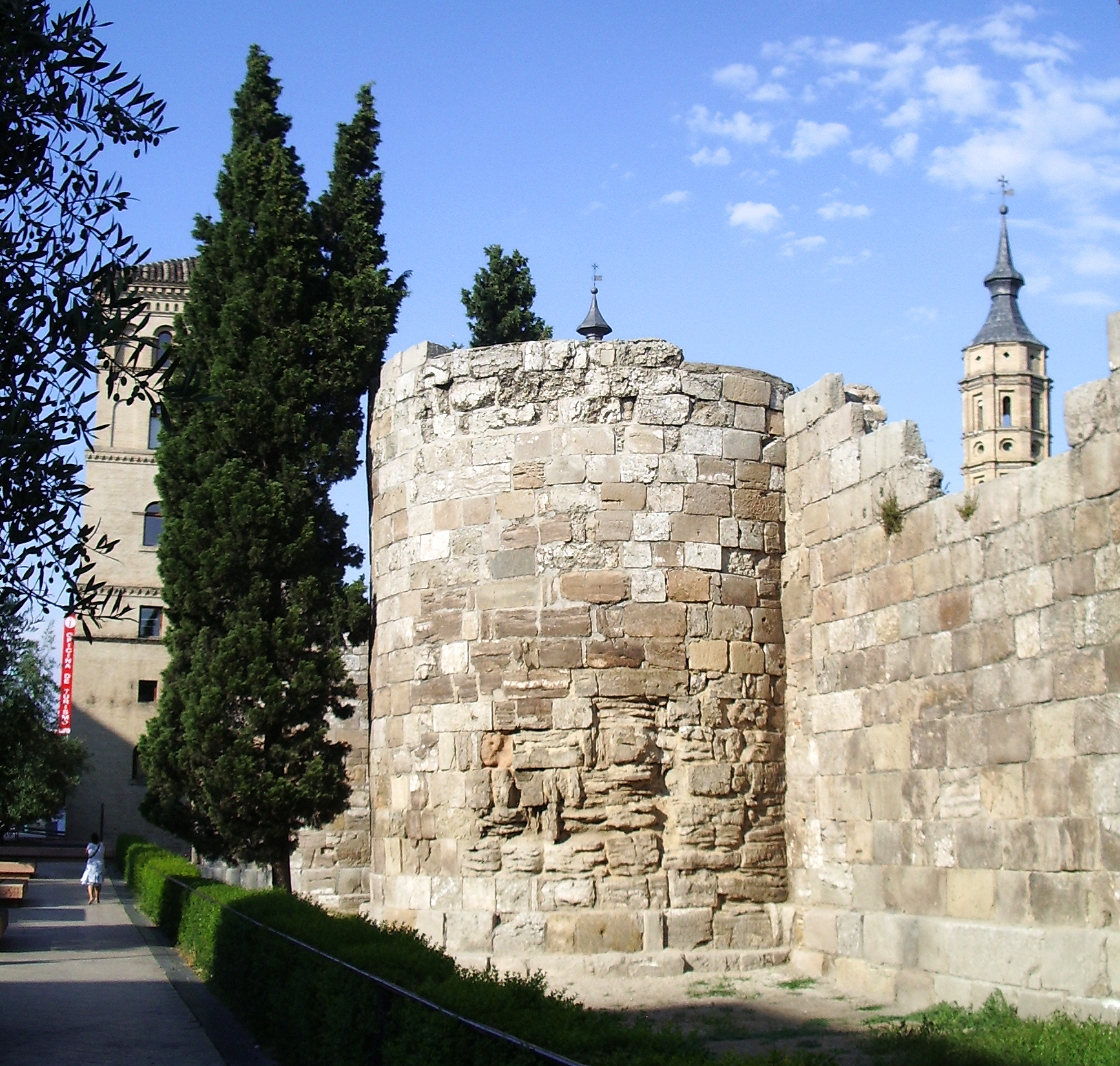
ローマ時代の城壁

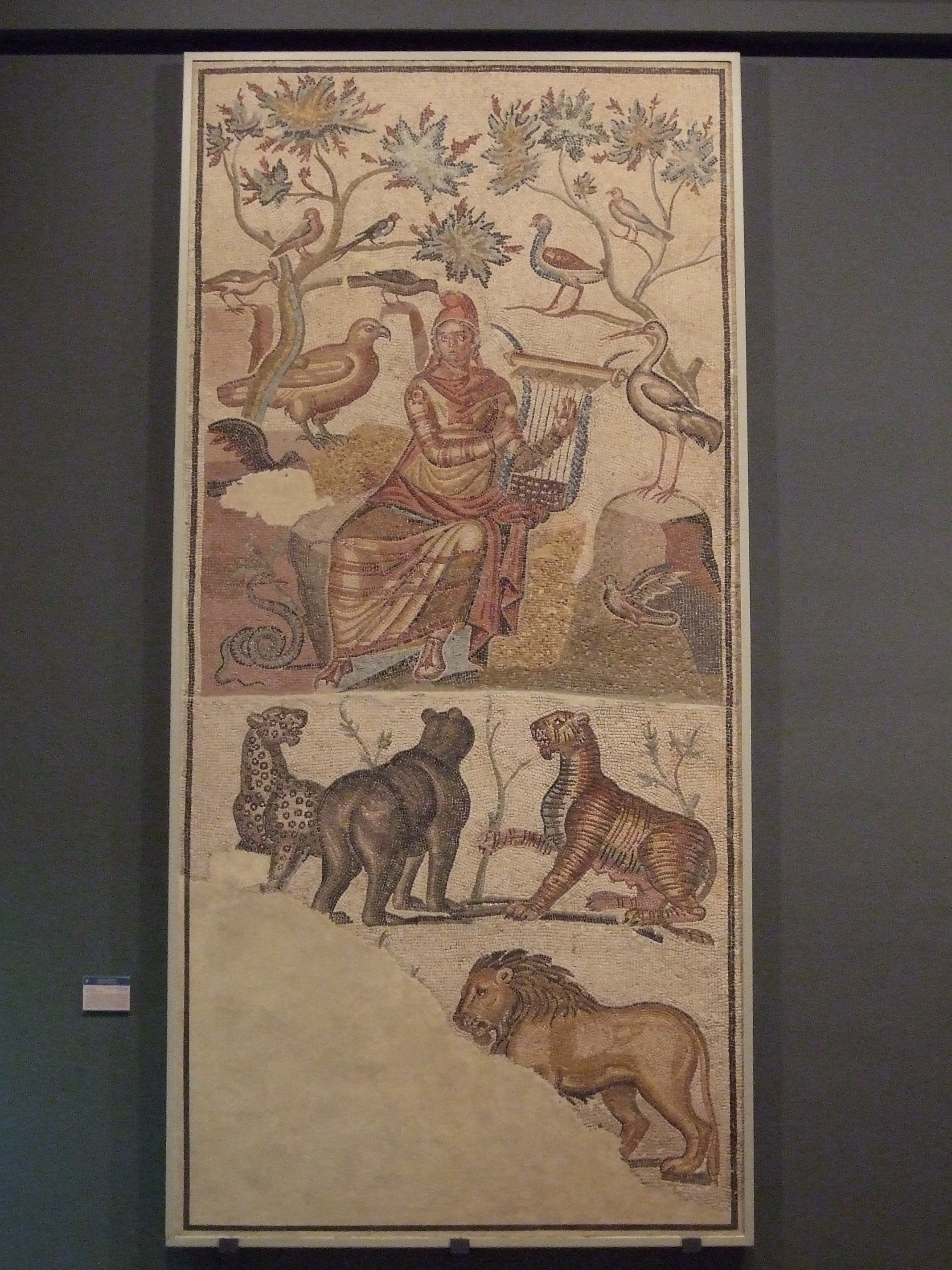
2世紀から3世紀にかけてのカエサルアウグスタのモザイク

### 古代
サラゴサでの最古の定住地は、紀元前7世紀のものである。紀元前3世紀頃、イベリア人の一部族であるサルドゥイエ族が現在のサラゴサを中心として暮らしていた。近隣のイベリア人たちがカルタゴと同盟して第二次ポエニ戦争を戦ったのとは対照的に、サルドゥイエ族は共和政ローマに協力した。
ローマ帝国時代にアウグストゥスが「カエサルアウグスタ」という名の植民市として建設した。紀元2世紀には最盛期を迎え、ローマ浴場やローマ劇場などの公共施設が建てられ、これらの遺跡は今日に残されている。3世紀にはローマの「3世紀の危機」によって、城壁が建設される代わりに公共施設は衰えた。

### ゲルマン族侵入
409年ごろからスエビ族や西ゴート族などのゲルマン人がイベリア半島に侵入を始めた。サラゴサはその頑丈な城壁によって持ちこたえたが、472年、西ゴートの王エウリック配下の部隊によって陥落した。ガリアから西ゴート族を退けた後の541年、フランク王キルデベルト1世とクロタール1世はガリア南部へ侵攻し、サラゴサを包囲した。包囲は2か月に及び、住民は投降できず、やがて飢餓が始まった。言い伝えによれば、サラゴサ住民は都市をフランク族から守り抜くことを誓い、サラゴサの聖ビセンテの奇跡を表すチュニックを身につけて外出をしていた。当時既にカトリックに改宗していた2人のフランク王たちは、聖ビセンテの肩掛けをもらう交換条件として、包囲を解いた。聖遺物をパリへ持ち帰ったキルデベルト王は、聖遺物保管のためにサン＝ジェルマン＝デ＝プレ教会を建てた。
7世紀のサラゴサは、大図書館を所有するサンタ・エングラシア修道院とつながりの深い多数の教会知識人、サラゴサ司教を輩出したため、セビリアやトレドと並んで西ゴート王国の文化の中心地となった。

### バヌー・カシー

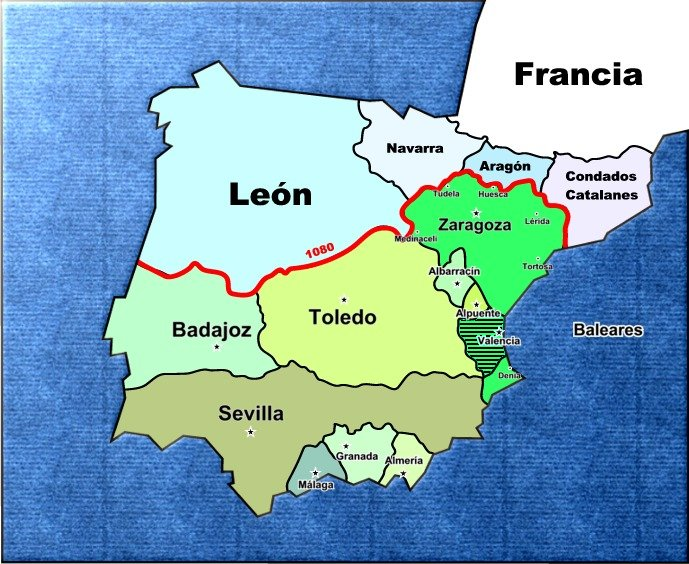
1080年当時のイベリア半島の勢力図。サラゴサ王国の最盛期

714年以降、イスラム勢力（ウマイヤ朝、756年より後ウマイヤ朝）の支配下でバヌー・カシー家（-929年）がサラゴサを中心として実質的に独立した領域支配を敷き、北部のピレネー山脈のキリスト教諸国との前線となった。820年頃パンプローナ王に即位したイニーゴ・アリスタと血縁関係がある。

### タイファ・サラクスタ
1031年に後ウマイヤ朝が内乱で崩壊すると、タイファ諸国の一つであるサラゴサ王国（1018年-1110年）が成立し、タイファ・サラクスタ（アラビア語: طائفة سرقسطة、Taifa Saraqusta）というアラビア語名で呼ばれた。トゥジービー朝（1018年-1039年）、フード朝（1039年-1110年）。最盛期の王アル＝ムクタディル（在位:1046年-1081年）は、現在のアリカンテやタラゴナまで領土を広げた。11世紀後半には人口約25,000人を数え、西ヨーロッパ有数の都市となっていた。アルハフェリア宮殿が建てられたのはこの頃である。1110年にはタイファ・サラクスタはムラービト朝に征服され、総督の支配下で自治を謳歌した。

### 近代

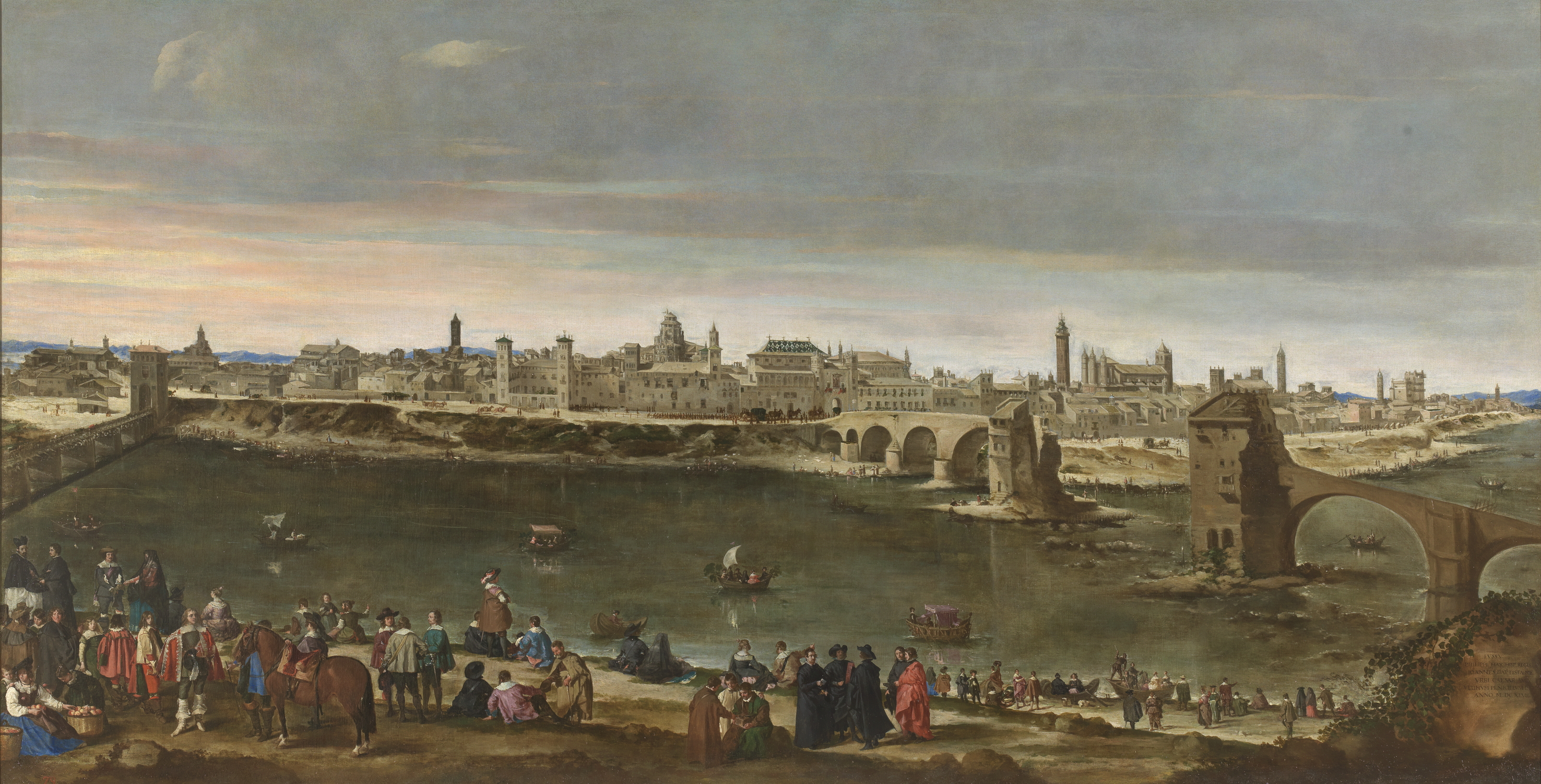
『1647年のサラゴサ』マルティネス・デル・マソ画

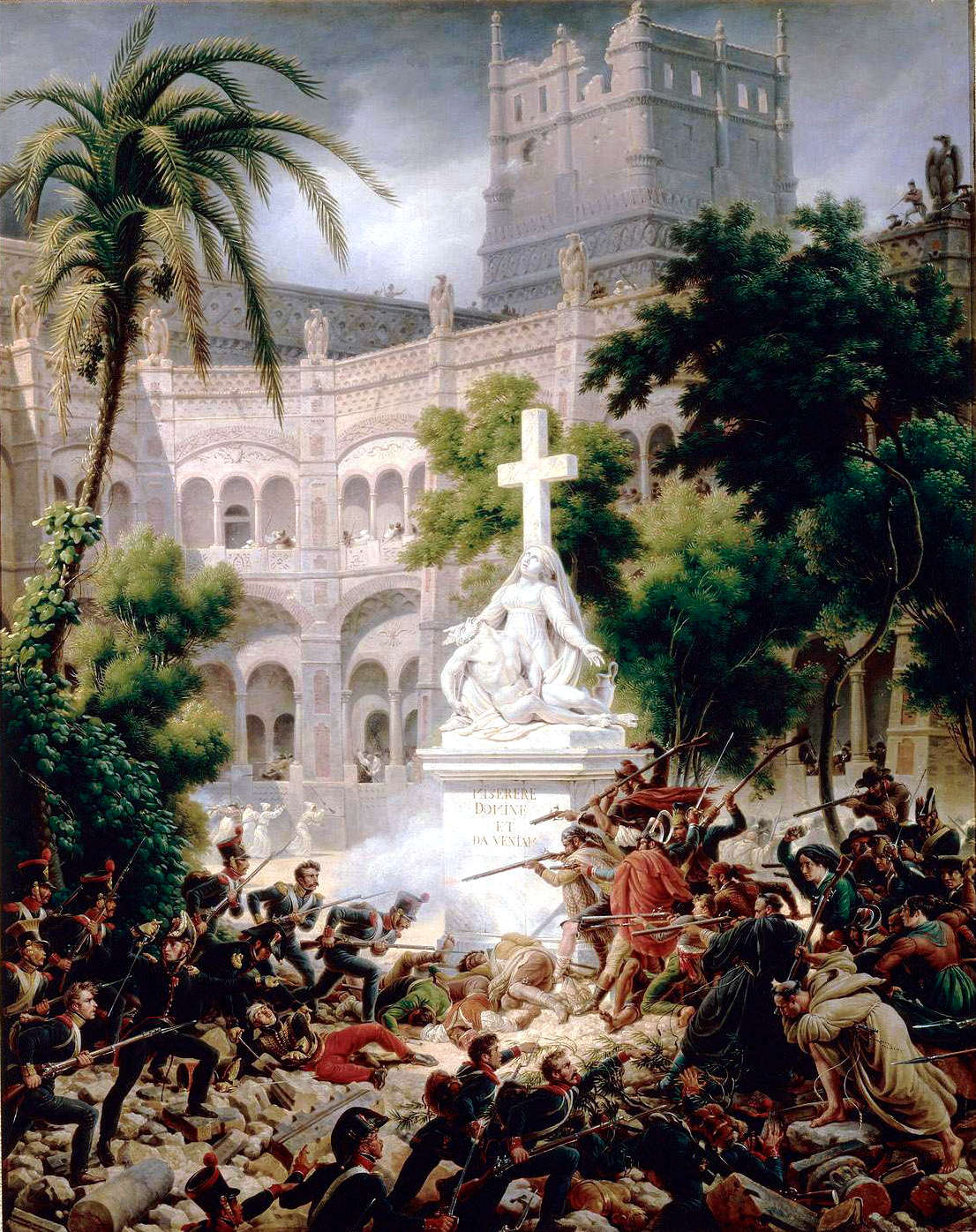
スペイン独立戦争でのサラゴサ攻囲

1118年にサラゴサはアラゴン王国のアルフォンソ1世に征服され、以降はアラゴン王国の首都となった。多くのイスラム教徒がバレンシア王国へ立ち去ったために人口が減少し、オクシタニアやナバーラからの植民が行われた。
1591年、サラゴサでアラゴン騒乱が起きた。フェリペ2世に訴追された元秘書官アントニオ・ペレスが法制度の違うアラゴン王国に逃げ込み、裁判権を巡って対立が起きた。アラゴンの特権を守るために民衆が暴動を起こし、フェリペ2世は軍隊を派遣してこれを鎮圧し、市長を死刑にした。これにより、アラゴンの特権の一部が失われた。
ナポレオン軍の侵入に抵抗したスペイン独立戦争では、1808年から1809年にかけて2度にわたって攻囲された（サラゴサ包囲 (1808年)）。当時廃位されていたフェルナンド7世に対して忠実であったサラゴサは、アラゴン貴族ホセ・デ・パラフォクスの指揮でアルハフェリア宮殿をフランスから奪い返した。フランスはサラゴサを包囲したが、住民の激しい抵抗戦にあい断念した。55,000人を数えたサラゴサの人口は、この戦いで12,000人にまで減少した。
市の紋章には、「非常に高貴、王家に忠実、英雄的、敬虔なる、常に英雄的かつ永久不滅」（Muy Noble, Muy Leal, Muy Heroica, Muy Benéfica, Siempre Heroica e Inmortal）の頭文字が記されている。これはフランスによる包囲を耐え抜いたサラゴサ住民に対して贈られた称号である。サラゴサ包囲から100年後の1908年には、サラゴサでスペイン＝フランス博覧会が開催されている。

### 現代
スペイン内戦初期の1936年7月17日、サラゴサにグアルディア・シビルの本部が設置された。
1987年12月11日、カタルーニャ通りに面したグアルディア・シビル施設を標的とした、バスク祖国と自由による爆弾テロが発生した。この事件で子供5人を含む計11人が死亡した。スペイン＝フランス博覧会から100年後の2008年には、サラゴサ国際博覧会が開かれた。

## 政治
| 任期      | 首長名                                                        | 政党                                              |
| --------- | ------------------------------------------------------------- | ------------------------------------------------- |
| 1979–1983 | Ramón Sainz de Varanda                                        | スペイン社会労働党(PSOE)                          |
| 1983–1987 | Ramón Sainz de Varanda(83-86) Antonio González Triviño(86-87) | スペイン社会労働党(PSOE) スペイン社会労働党(PSOE) |
| 1987–1991 | Antonio González Triviño                                      | スペイン社会労働党(PSOE)                          |
| 1991–1995 | Antonio González Triviño                                      | スペイン社会労働党(PSOE)                          |
| 1995–1999 | Luisa Fernanda Rudi Úbeda                                     | 国民党(PP)                                        |
| 1999–2003 | Luisa Fernanda Rudi Úbeda(99-00) José Atarés Martínez(00-03)  | 国民党(PP) 国民党(PP)                             |
| 2003–2007 | Juan Alberto Belloch Julbe                                    | スペイン社会労働党(PSOE)                          |
| 2007–2011 | Juan Alberto Belloch Julbe                                    | スペイン社会労働党(PSOE)                          |
| 2011–2015 | Juan Alberto Belloch Julbe                                    | スペイン社会労働党(PSOE)                          |
| 2015–2019 | Pedro Santisteve Roche                                        | サラゴサ・エン・コムン                            |
| 2019–2023 | Jorge Antonio Azcón Navarro                                   | 国民党(PP)                                        |
| 2023–     | Natalia Chueca Muñoz                                          | 国民党(PP)                                        |

## 経済

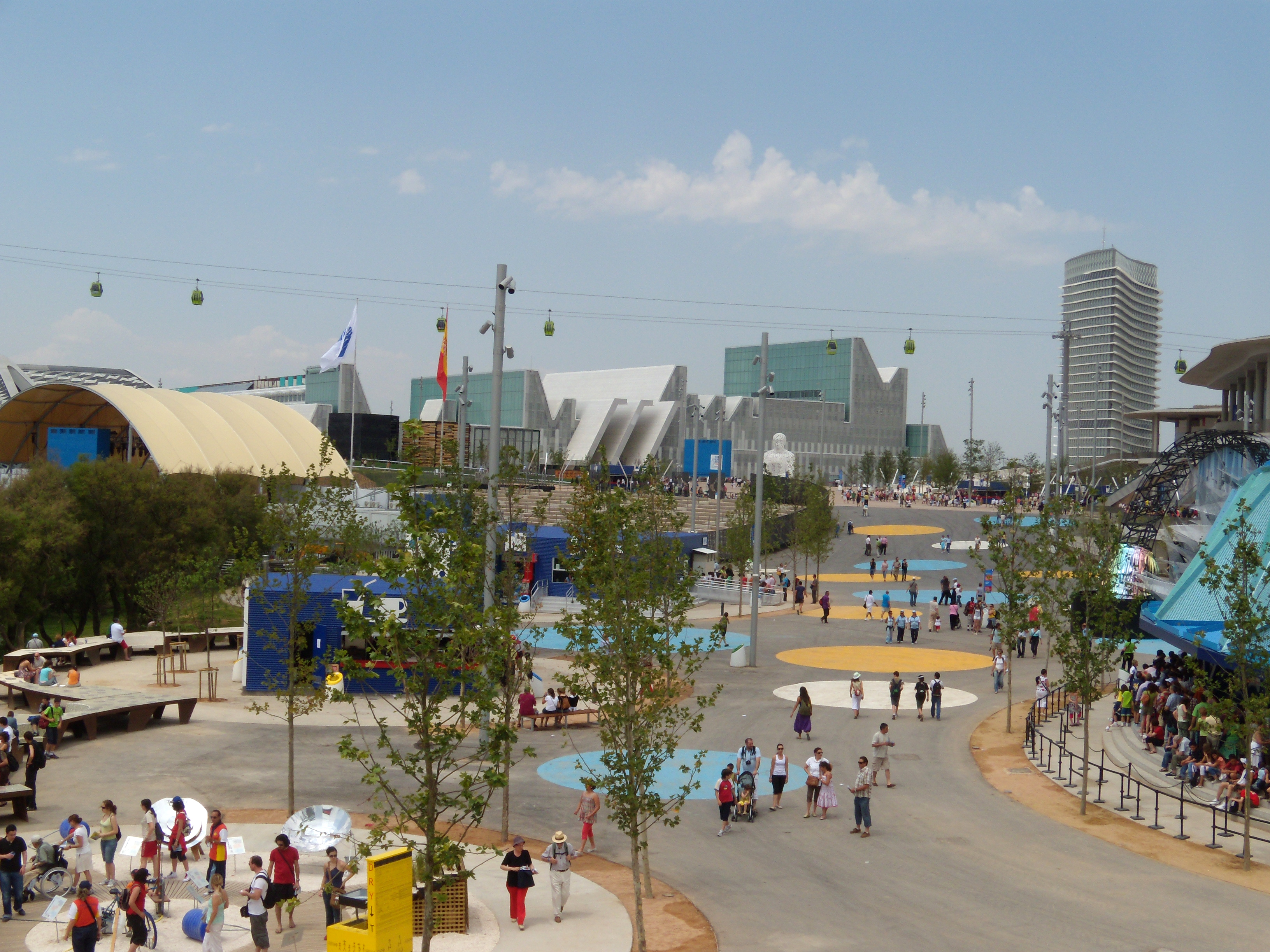
2008年のサラゴサ万国博覧会

1982年には隣接するフィゲルエラスにオペルの自動車組立工場が完成した。その他には家電のバライ、PC製品のデル、アパレルのインディテックス、鉄道車両製造のCAFなどの工場もあり、経済の柱は農業から工業に移っている。有力な地元企業には寝具のピコリン、ラカサ、おもちゃ販売のイマヒナリウムなどがある。2008年6月14日から9月14日にはサラゴサ万国博覧会（認定博）が開催され、「水と持続可能な開発」がテーマとされた。

## 社会

### 交通

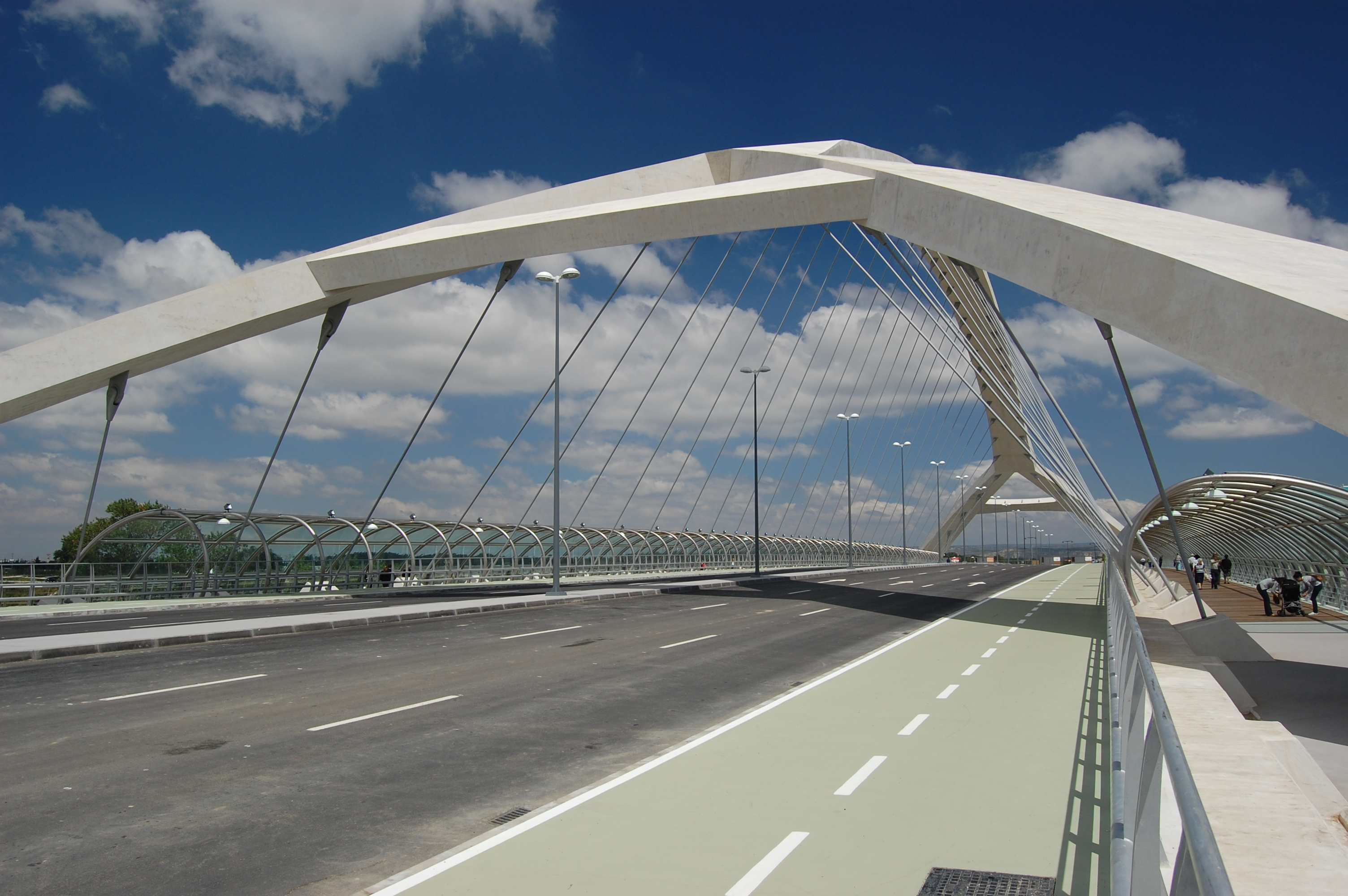
エブロ川に架かるテルセール・ミレニオ橋

サラゴサはマドリード、バルセロナ、バレンシア、ビルバオの各都市から300 km以内にあり、高速道路などの高規格道路でこれらの都市と結ばれている。エブロ川に架かるテルセール・ミレニオ橋は、世界最大のコンクリート造結合アーチ橋である。自動車用の6車線と自転車用の2車線、歩行者専用道路からなる。サラゴサ市内では31路線を持つサラゴサ都市バス (AUZSA) が運行されている。

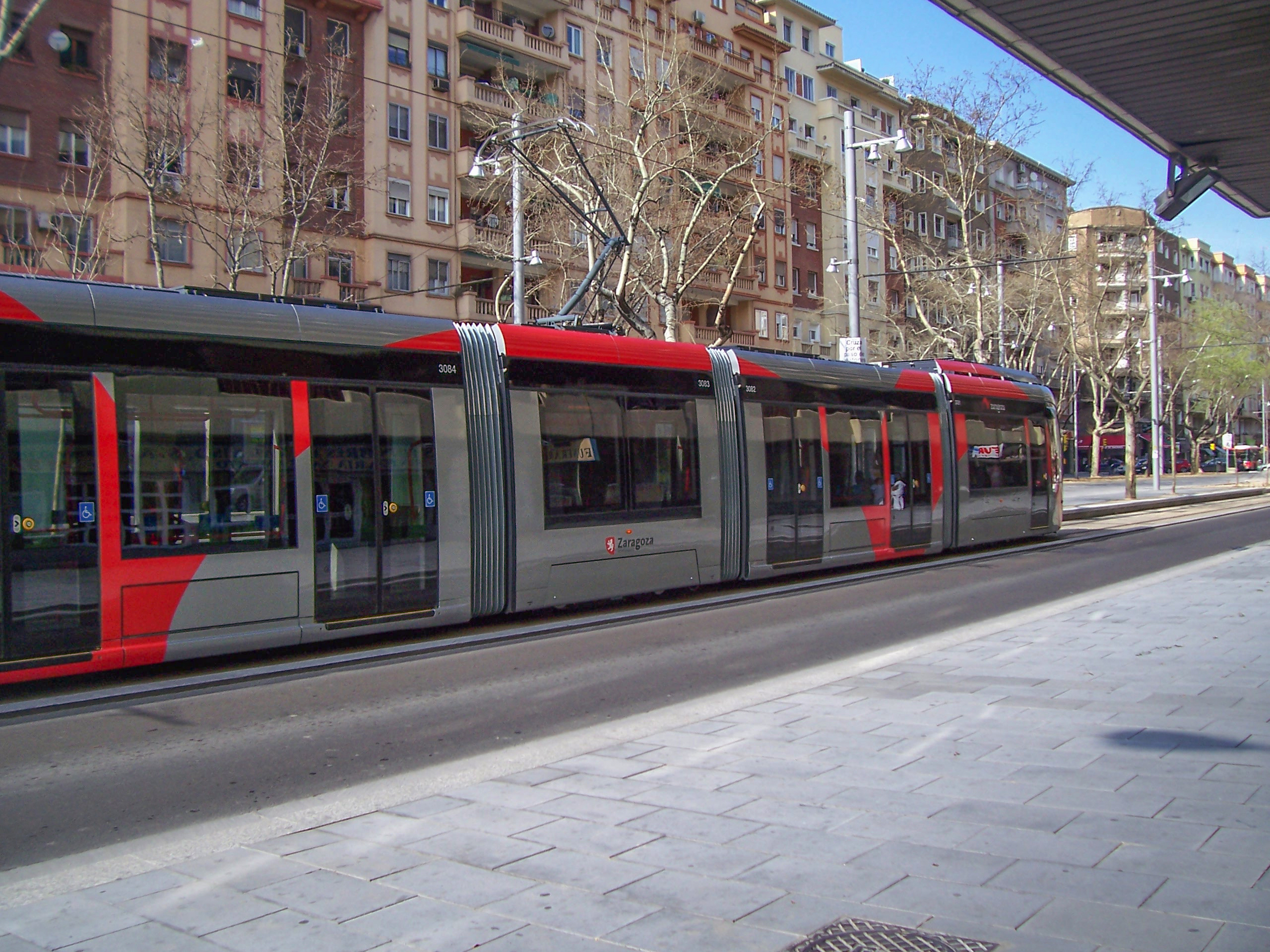
サラゴサ・トラム1号線

高速鉄道AVEの北東回廊はサラゴサを経由してマドリードとバルセロナを結んでいる。2003年にはサラゴサとマドリードが結ばれ、2007年にはサラゴサとバルセロナが結ばれた。サラゴサ＝マドリード間は約75分であり、サラゴサ＝バルセロナ間は約90分である。レンフェはサラゴサ都市圏で通勤電車サービスのセルカニアス・サラゴサを運行している。
20世紀前半のサラゴサには路面電車網が存在したが、1976年までにすべての路面電車路線が廃線となった。2011年にはサラゴサ・トラム1号線の第1区間が開業し、35年ぶりに路面電車（トラム）が復活した。
中心市街地から10 km東のガラピニーリョス地区にはサラゴサ空港があり、サラゴサ空軍基地と敷地の一部を共有している。2012年にはバルセロナ＝エル・プラット空港の貨物輸送量を上回った。スペインでも主要な商業空港のひとつであり、パルマ・デ・マヨルカ空港、パリ・ボーヴェ・ティレ空港、ロンドン・スタンステッド空港、ブリュッセル・シャルルロワ空港、ベルガモ・オーリオ・アル・セーリオ空港、アンリ・コアンダ国際空港などへの定期便が運航されている。サラゴサ空軍基地はスペイン空軍の本拠地であり、1994年からアメリカ合衆国空軍のスペインでの拠点でもある。

### 教育

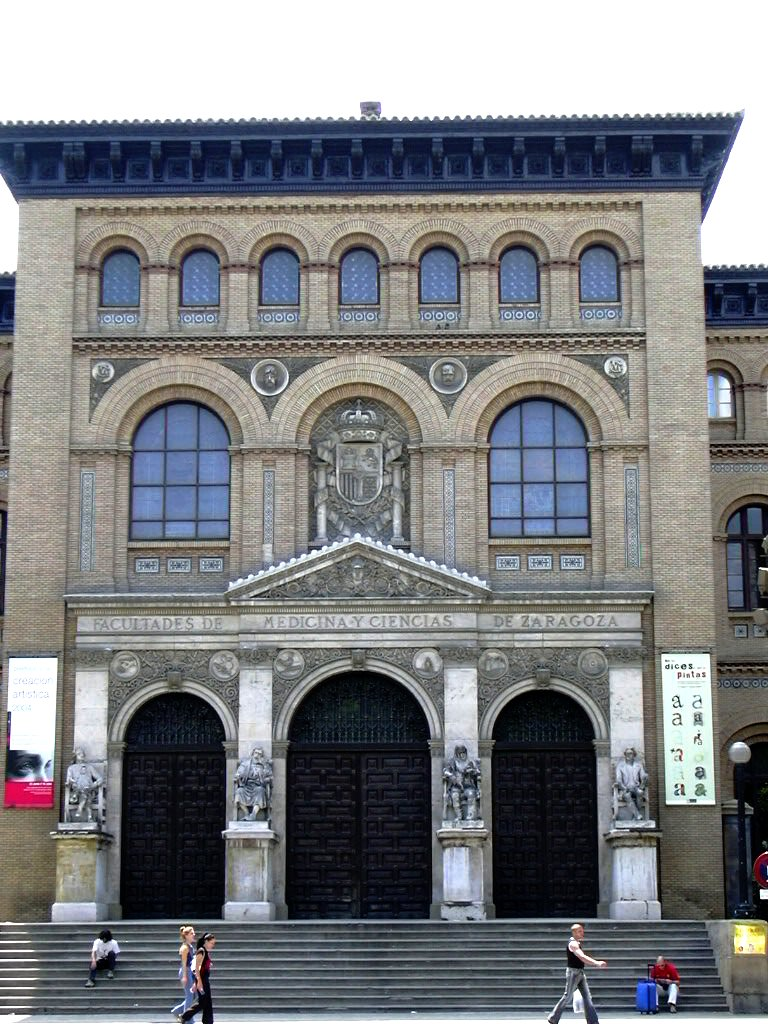
サラゴサ大学

アラゴン州唯一の公立大学（州立大学）として、1542年創立のサラゴサ大学がサラゴサに本部を置いている。サラゴサ大学はサンティアゴ・ラモン・イ・カハール（神経解剖学者）、ホセ・マルティ（革命家）、マヌエル・アサーニャ（スペイン第二共和政首相）などを輩出した。サラゴサ大学のキャンパスは、ウエスカやテルエルなどアラゴン州各所に置かれている。私立大学としてサン・ホルヘ大学があり、サラゴサに隣接するビリャヌエバ・デ・ガリェゴにキャンパスを構えている。フランス語によるインターナショナル・スクールとしてリセ・フランセ・モリエール・ド・サラゴサがある。

## 文化

### 祭礼

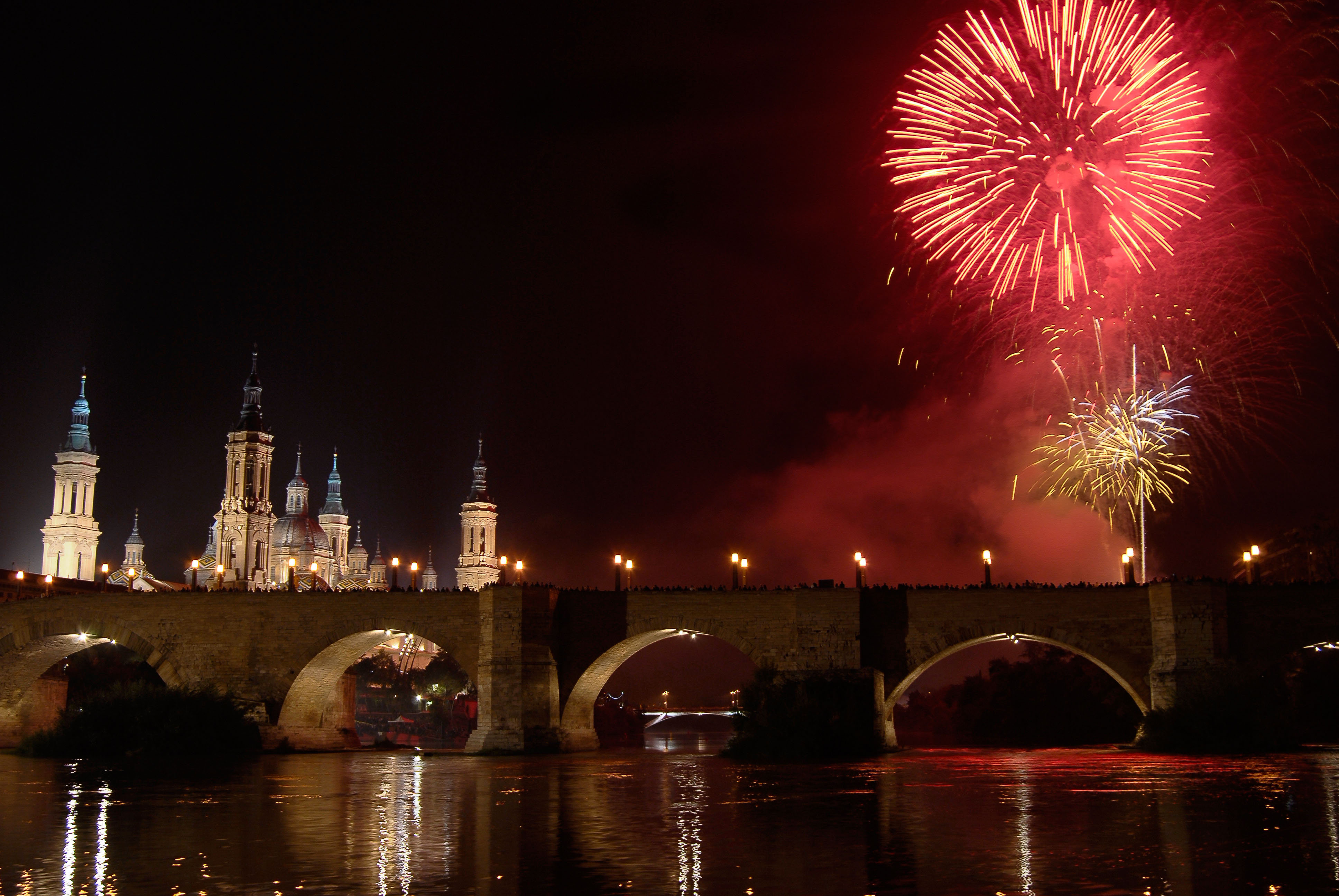
ピラールの祭礼の花火大会

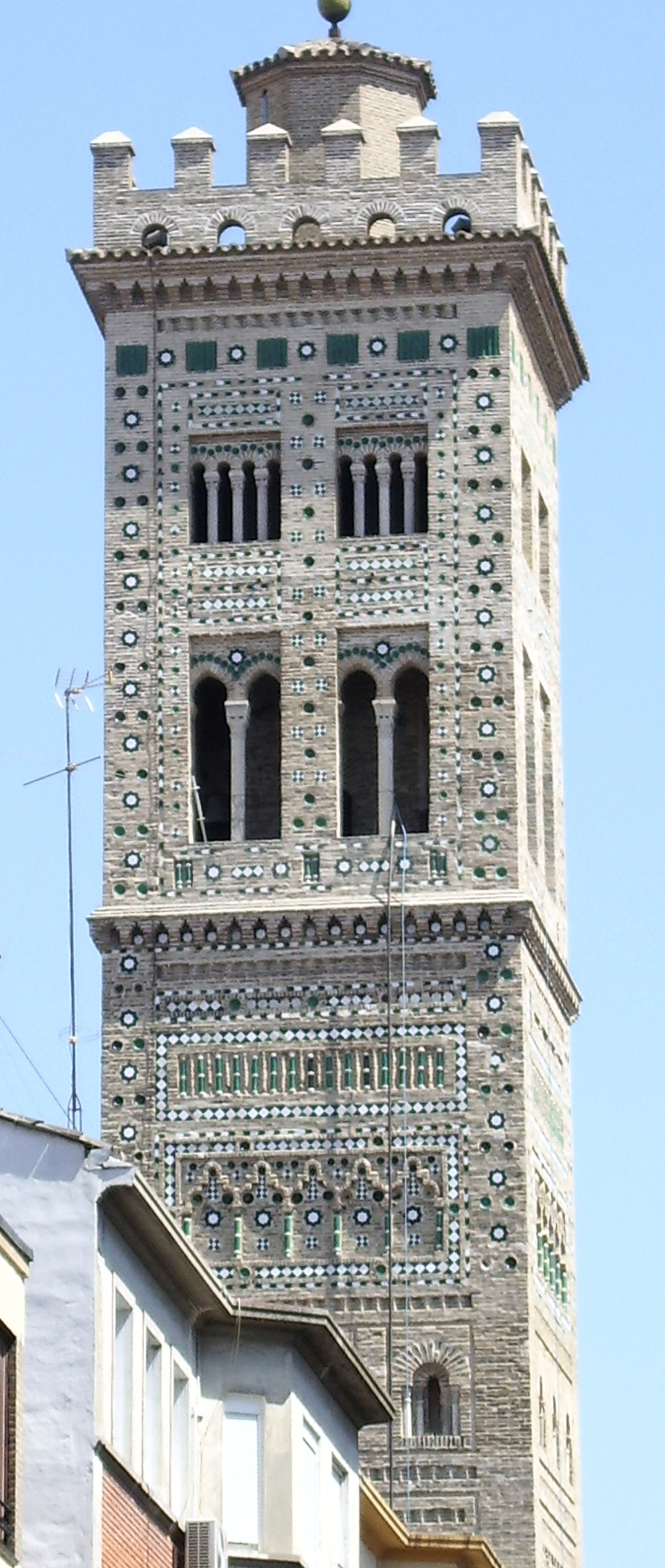
サンタ・マリア・マグダレナ教会

サラゴサには早い時期にキリスト教が根付いた。伝承によると、1世紀には聖母マリアがサラゴサのヤコブの元に現れて「柱」（スペイン語: pillar）の上に立った（ピラールの聖母）。この聖母の出現がヌエストラ・セニョーラ・デル・ピラール聖堂という名称の由来である。9日間続くピラールの祭礼は、コロンブス・デーである10月12日がメインの日である。アラゴン風ホタなどのダンス、巨大人形、音楽コンサート、展示会、闘牛、花火大会などが開催される。

### 建築物
- ヌエストラ・セニョーラ・デル・ピラール聖堂 : 紀元40年1月2日、この地でヤコブの前に聖母マリアが現れて柱の上に立った（ピラールの聖母）という伝説に因んでいる。現在の建物は17世紀から19世紀にかけて建てられたもの。
- サルバドール・デ・サラゴサ大聖堂（英語版）（ラ・セオ） : ロマネスク様式、ゴシック様式、ムデハル様式などの建築様式が融合している大聖堂。「セオ」はアラゴン語で「大司教座」のこと。
- アルハフェリア宮殿 : タイファ時代にイスラム君主によって建てられた城。アラゴン王国の宮殿としても使われた。

ユネスコの世界遺産に登録されている「アラゴンのムデハル様式の建築物」には、サラゴサにある「アルハフェリア宮殿のムデハル様式の遺跡」「ラ・セオの後陣、礼拝堂（パロキエタ）、ドーム」「サン・パブロ教会の塔と教区教会」の3つの建築物が含まれている。

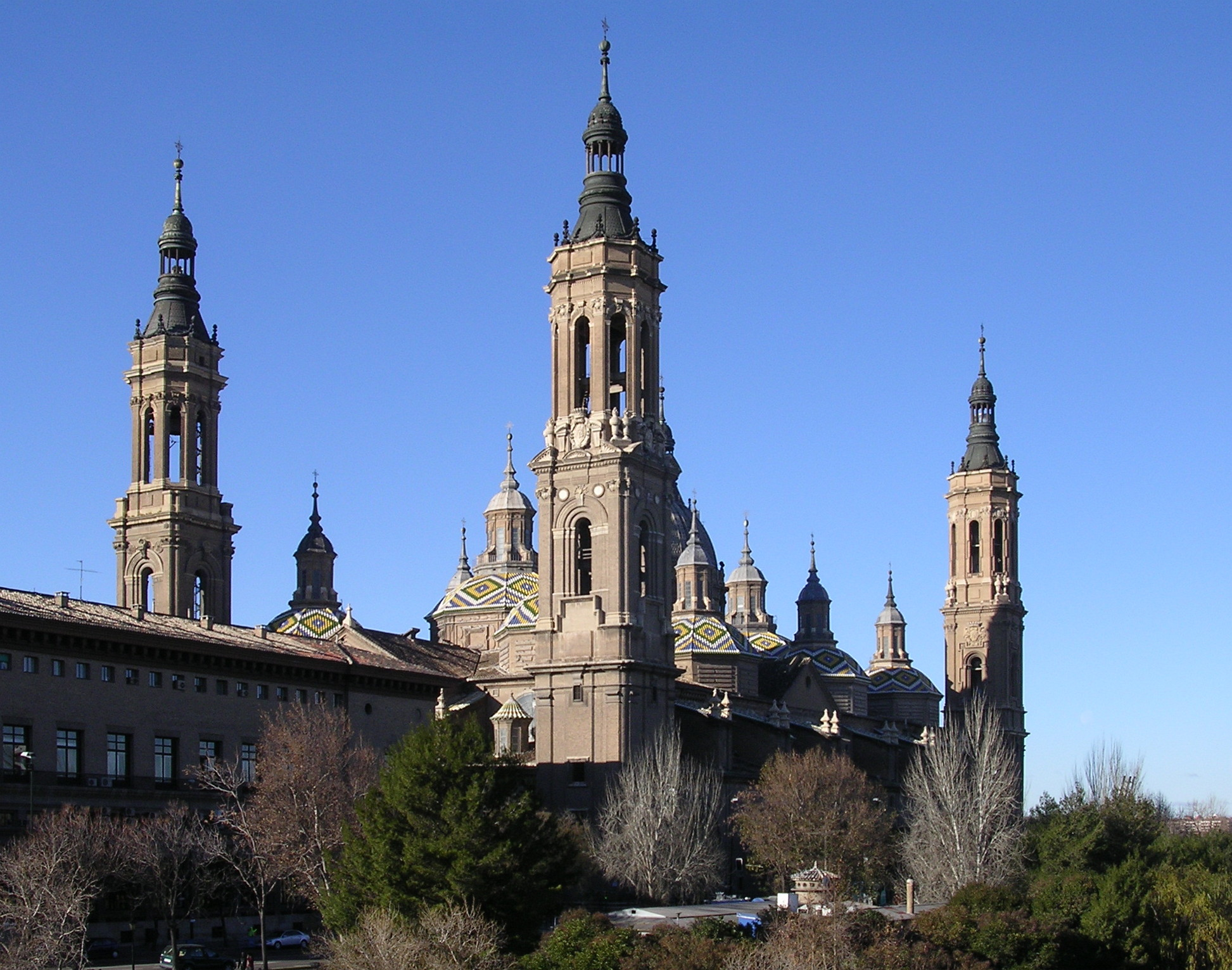
ヌエストラ・セニョーラ・デル・ピラール聖堂
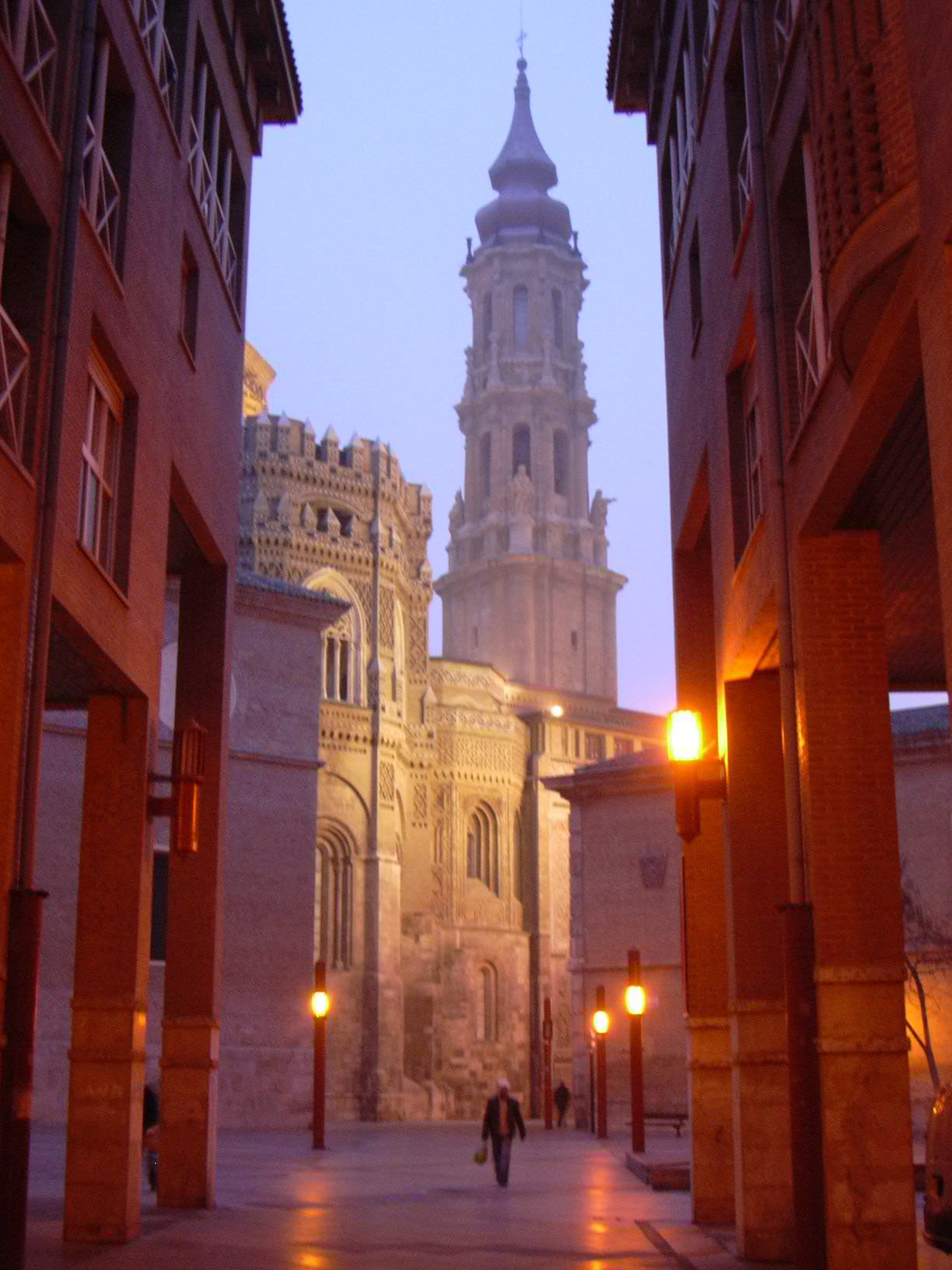
サルバドール・デ・サラゴサ大聖堂（英語版）（ラ・セオ）
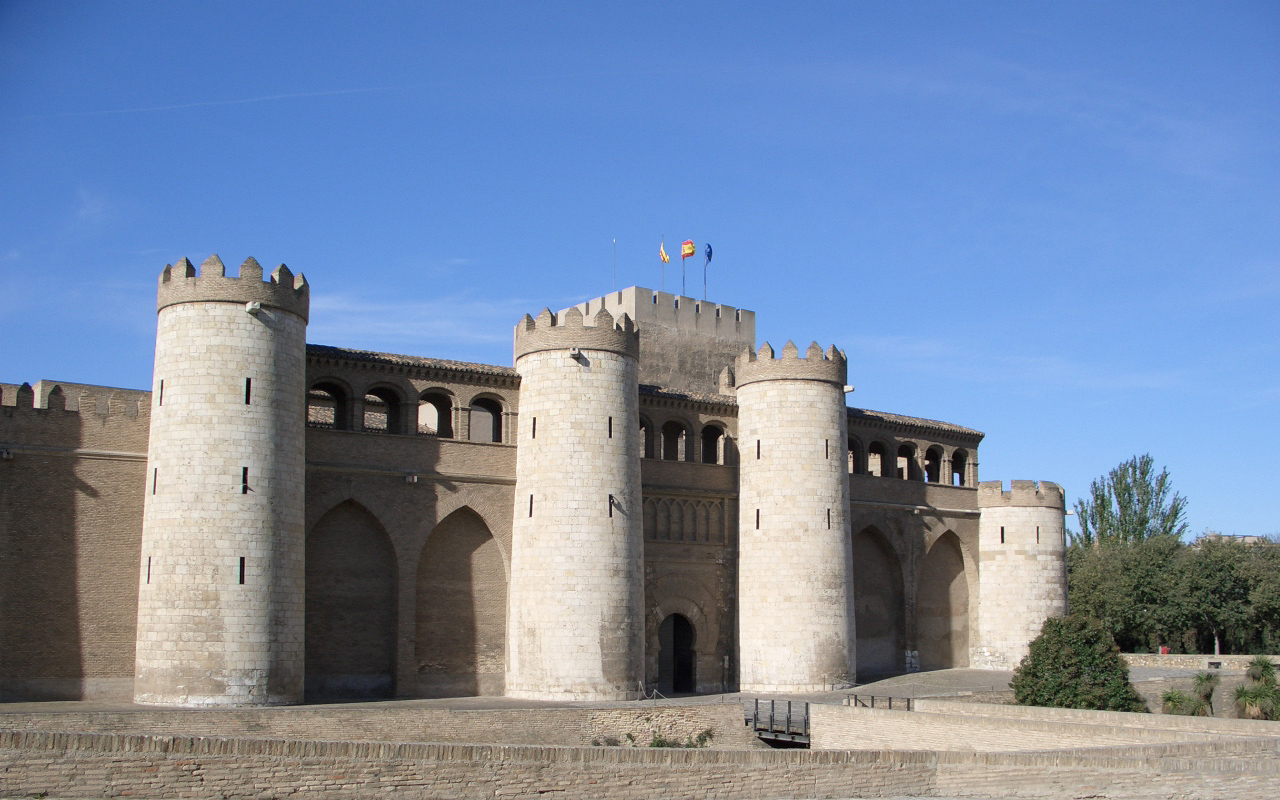
アルハフェリア宮殿
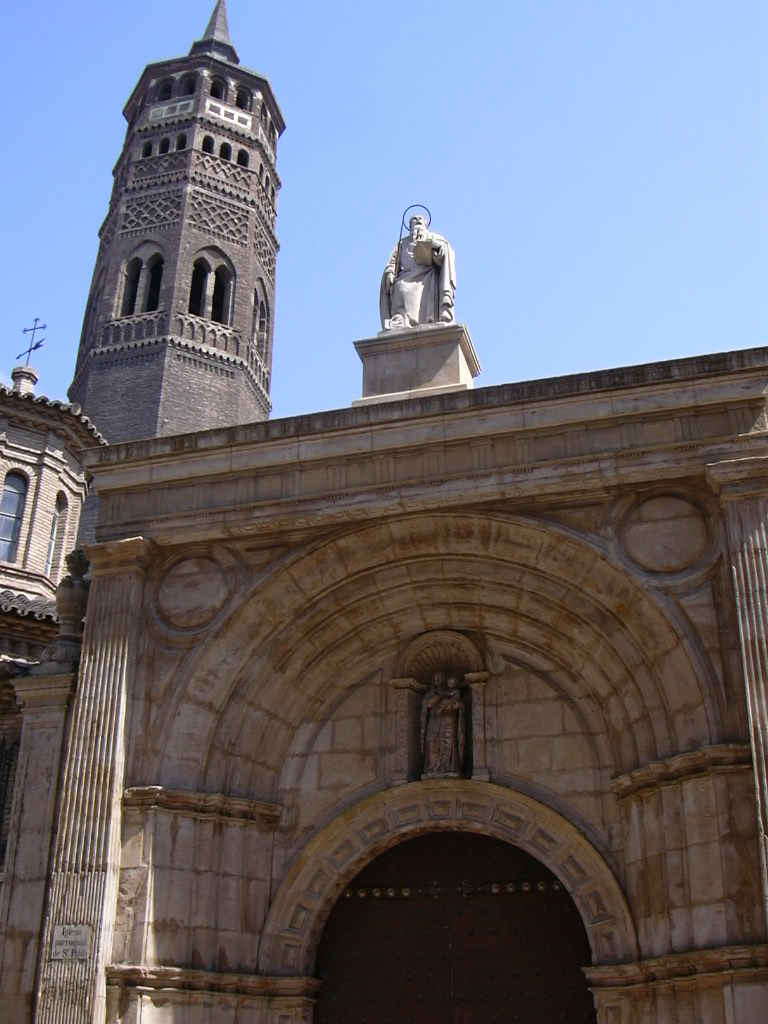
サン・パブロ教会

### スポーツ
サッカー

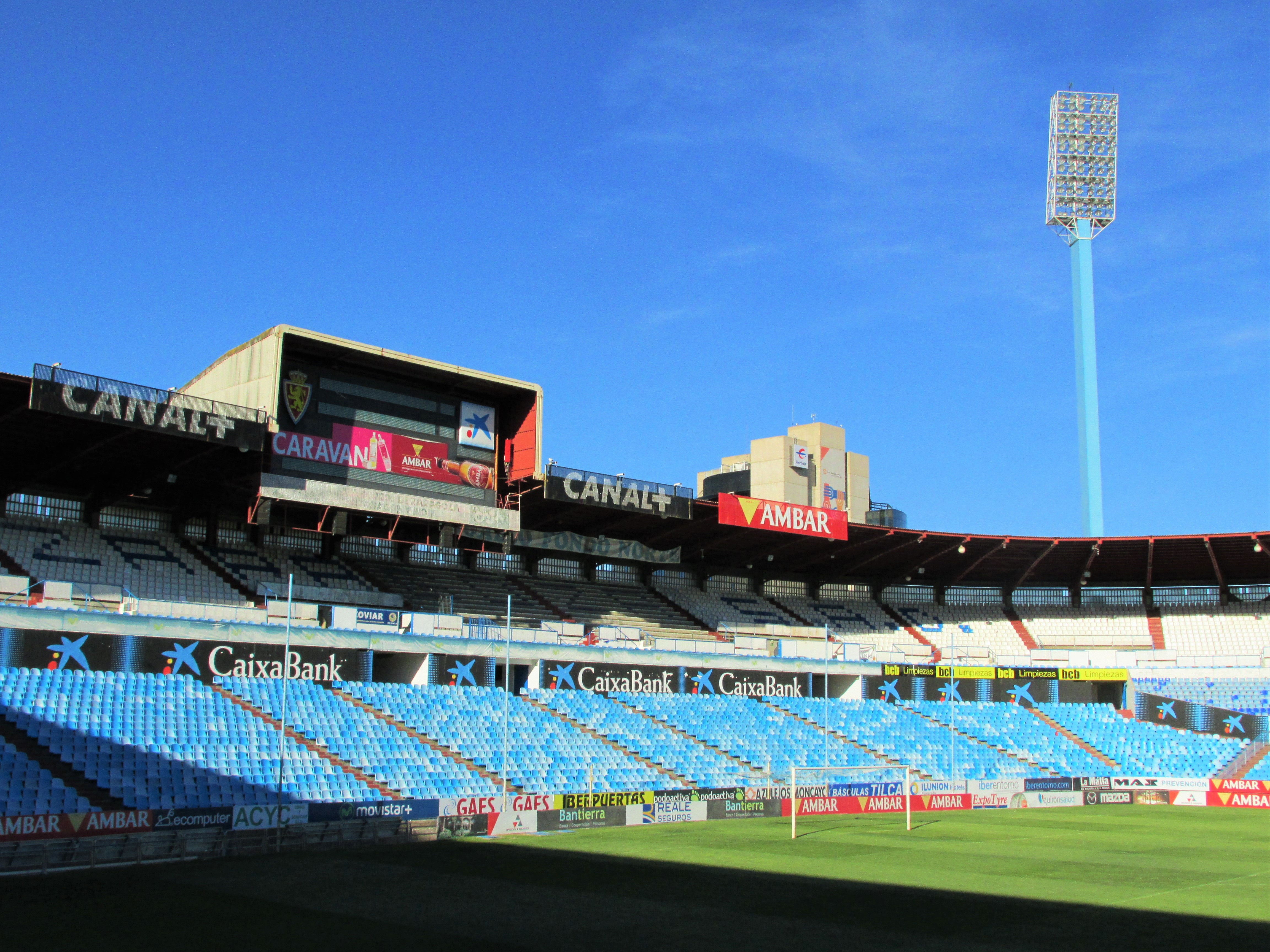
レアル・サラゴサのホームスタジアムであるエスタディオ・デ・ラ・ロマレーダ

サラゴサで最大の男子サッカークラブは1932年に設立されたレアル・サラゴサであり、34,596人収容のエスタディオ・デ・ラ・ロマレーダをホームスタジアムとしている。ラ・ロマレーダは1982 FIFAワールドカップの会場にもなった。1963-64シーズンにはコパ・デル・レイで初優勝し、1965–66シーズン、1985–86シーズン、1993–94シーズン、2000–01シーズン、2003–04シーズンにも優勝した。国際大会では1963-64シーズンのインターシティーズ・フェアーズカップと1994-95シーズンのUEFAカップウィナーズカップで優勝している。2007年にスペイン政府が行った調査によると、スペイン全体の人口の2.7%がレアル・サラゴサを応援しており、これは国内のサッカークラブの中で7番目に多い数字だった。
レアル・サラゴサ以外の男子サッカークラブとして、1942年設立のCDエブロがある。CDエブロは1,000人収容のカンポ・ムニシパル・デ・フトボル・ラ・アルモサーラをホームスタジアムとしている。
2002年には女子サッカークラブとしてサラゴサCFFが設立され、2005-06シーズンからプリメーラ・ディビシオン・フェメニーナ（1部）に属している。リーグ優勝経験はないが、2015年には国際大会のリスボン・ウィミンズ・カップで優勝した。
バスケットボール
男子バスケットボールクラブのバスケット・サラゴサ2002がサラゴサに本拠地を置いており、11,000人収容のパベリョン・プリンシペ・フェリペをホームアリーナとしている。バスケット・サラゴサは2008年と2010年にLEBオロ（2部）で優勝し、2012-13シーズンと2013-14シーズンには2シーズン連続でリーガACB（1部）のプレーオフに出場した。
2000年には女子バスケットボールクラブのCDBサラゴサが設立され、12シーズンに渡ってリーガ・フェミニーナ・バロンセスト（1部）に属していたが、2013年に解散した。
その他

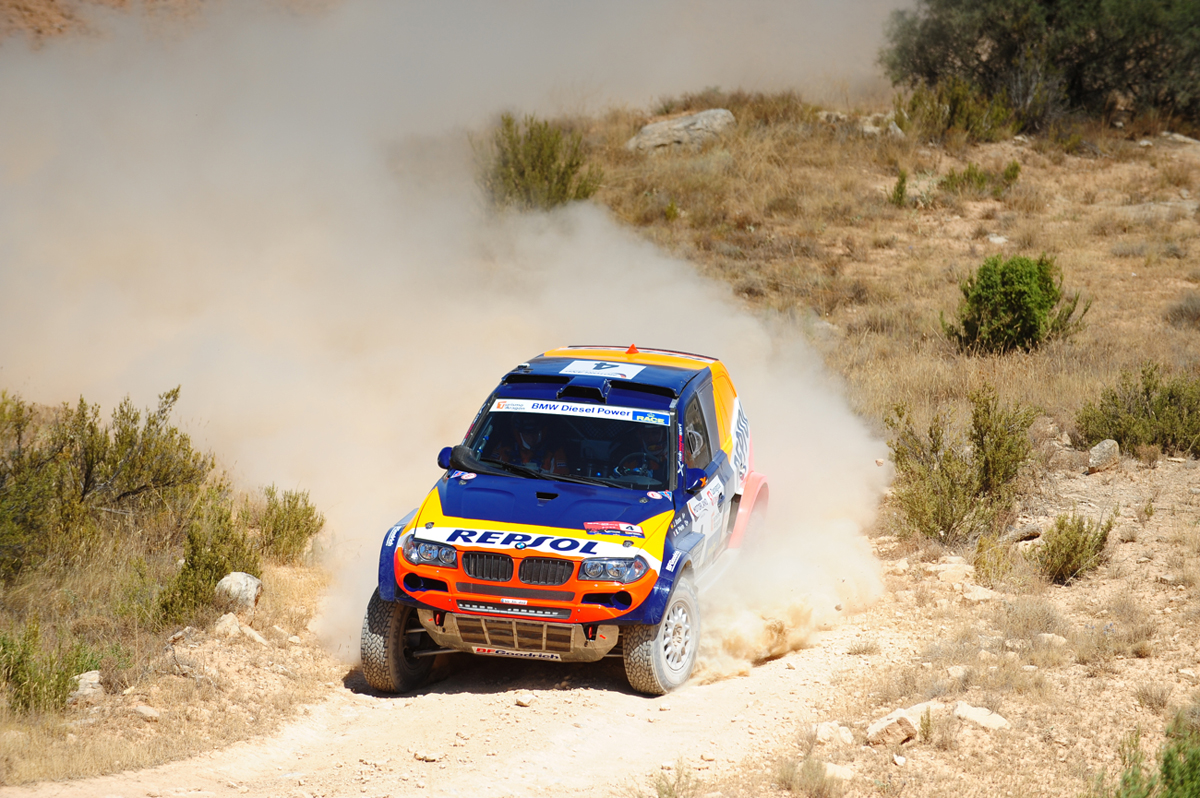
ラリー・レイドのバハ・アラゴン

フットサルクラブのADサラ10がサラゴサに本拠地を置いており、2,600人収容のパベリョン・シグロ21をホームアリーナとしている。2011-12シーズンと2012-13シーズンには2シーズン連続でプリメーラ・ディビシオン（1部）のプレーオフに出場した。
ハンドボールチームのBMアラゴンがサラゴサに本拠地を置いており、バスケット・サラゴサ2002と同じくパベリョン・プリンシペ・フェリペをホームアリーナとしていた。2005-06シーズンから2015-16シーズンまで11シーズン連続でリーガASOBAL（1部）に属していたが、2015-16シーズン終了後に解散した。
1983年にはサラゴサ近郊のモネグロス砂漠で開催されるラリー・レイドのバハ・アラゴンが創設された。
ウエスカ県ハカは1998年冬季オリンピックから2014年冬季オリンピックまで4大会連続で開催地に立候補し、特に2014年冬季オリンピックの際には開閉会式の候補をサラゴサとしたが、いずれの大会も開催地選考で落選している。サラゴサは2022年冬季オリンピックの開催地立候補を検討していたが、同国内のバルセロナの招致可能性を高めるために、2011年に立候補を断念した。結果的にはバルセロナも正式な立候補を行うことはなかった。
スペインのトップリーグであるディビシオン・デ・オノール・デ・ラグビー（1部）に属しているラグビークラブはないが、イベロ・クルブ・デ・ラグビー・サラゴサ、フェニクス・クルブ・デ・ラグビー、CDウニベルシタリオ・デ・ラグビーの3クラブがディビシオン・デ・オノールB（2部）や地域リーグなどに属している。

## 姉妹都市
サラゴサには、以下の都市と姉妹都市関係を結んでいる。
| - ポー、フランス - ビアリッツ、フランス - サラゴサ、グアテマラ - ラプラタ、アルゼンチン - レオン、ニカラグア - スコピエ、マケドニア共和国 - 大連、中国 | - シウダ・フアーレス、メキシコ - ベツレヘム、パレスチナ - ククタ、コロンビア - ティフアナ、メキシコ - ラパス、ボリビア - イムディーナ、マルタ - モストレス、スペイン - ポンセ、プエルトリコ - コインブラ、ポルトガル - サンボアンガ、フィリピン |

## 出身者
- イブン・バーッジャ(1095-1138) : イスラム哲学者。ムラービト朝の宰相。
- マリアーノ・ラガスカ・イ・セグーラ(1776-1839) : 植物学者。
- ピラール・ローレンガー(1928-1996) : ソプラノ歌手。
- アルフォンソ・マルティネス(1937-2011) : バスケットボール選手。
- ビクトル・ムニョス(1957-) : サッカー選手・サッカー指導者。
- ディーノ・ヴァルス(1959-) : 画家。
- フランシスコ・ビリャローヤ(1966-) : サッカー選手。
- アルベルト・ベルスエ(1968-) : サッカー選手。元スペイン代表であり、UEFA EURO '96に出場した。
- ダビ・カニャダ(1975-2016) : 自転車競技選手。
- サルバ・バジェスタ(1975-) : サッカー選手。
- パウラ・オルティス(1979-) : 映画監督。